# BTR–70
A BTR–70-es egy nyolckerekű páncélozott csapatszállító jármű, melyet a kései 1970-es években terveztek, s főként a Varsói Szerződés országai alkalmaztak, a korai 1980-as évektől kezdődően. A BTR–60-as utódjaként mutatkozott be és nagyon hasonlít a BTR–60PB-re. Megerősítették páncélzatát, újfajta abroncsokat (melyek sokkal kevésbé voltak hajlamosak a kilyukadásra) és sokkal erősebb motorokat kapott, amelyek azonban ugyanolyan sokat fogyasztottak, mint elődeik. A fegyverzet nem sokat változott.
A BTR–70-es elődjén az ajtók, a második és harmadik tengely között helyezkedtek el, a törzs mindkét oldalán, az ún. övvonal felett. A szovjetek azonban a BTR–70-esen áthelyezték az ajtókat az övvonal alá. Emiatt a mozgó jármű elhagyása során – amelyet a szovjet katonai kiképzés megkövetelt a katonáktól – megnőtt a veszélye annak, hogy a járművet elhagyó személyt behúzza a kerék a jármű alá, amely biztosan halálra zúzza.
Ahogyan az elődje, ez is teljesen kétéltű, minimális előkészületekkel. A román gyártmányú, licencelt másolat a TAB–77-es nevet kapta, s számos átalakításon esett át, a helyi gyártást megkönnyítendő (jobb löveget és más hajtóműveket kapott).
A BTR–60 és BTR–70 leváltására tervezett BTR–80 sorozatgyártása 1986-ban kezdődött.

## Harci alkalmazása és rendszeresítő államok
A BTR–70-est széles körben vetteték be a szovjetek Afganisztán elleni inváziójában és a legtöbb kelet-európai konfliktus során.

### Rendszeresítő államok
- Azerbajdzsán - 28
- Fehéroroszország - 446
- Grúzia - 98
- Kazahsztán - 45
- Kirgizisztán - 45
- Észak-Macedónia - 60
- Magyarország - 309
- Mexikó - 100
- Moldova - 20
- Mongólia - 40
- Nepál - 135
- Pakisztán - 169
- Oroszország - 2,000
- Szovjetunió - BTR–70-eseinek egy része az utódállamokba került.
- Ukrajna - 1,026
- Üzbegisztán - 36
- Tádzsikisztán - 2
- Türkmenisztán - 829 db BTR–60, BTR–70 és BTR–80 (nem tudni, milyen arányban)
- Románia - 165

## Típusváltozatok
- BTR–70 M1978

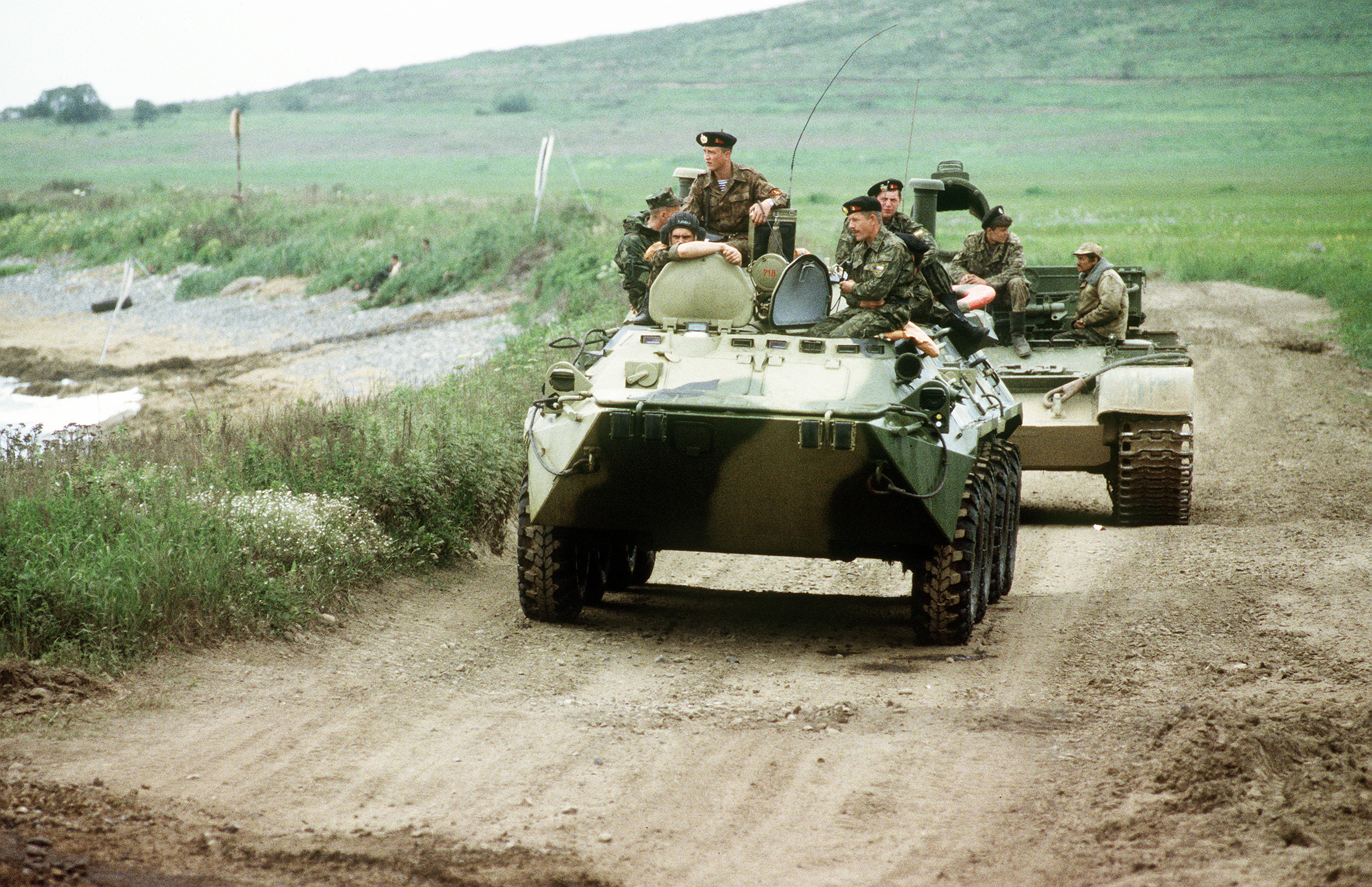
Egy BTR–70-es vezette menetoszlop, Groznijban.

Korai változat, 1980-ban került a nyilvánosság elé.
- BTR–70 M1986/1

Modernizált változat, tökéletesített löveggel, füstgránátvetőkkel és megerősített páncélvédelemmel. 
- BTR–70H

Vegyvédelmi változat, olyan közelségi gyújtószerkezettel rendelkező tüzérségi lövedékek megsemmisítésére tervezve. 
- BTR–70MSZ

Kommunikációs változat.
- BTR–70KS

Parancsnoki- és irányítóváltozat, mobil parancsnoki harcálláspontként használták.
- BREM

Műszaki mentő jármű, a torony helyén daru helyezkedik el.